# Kıbrıs Türk Futbol Federasyonu
Die Kıbrıs Türk Futbol Federasyonu (KTFF) ist der Fußballverband der Türkischen Republik Nordzypern. Die Kıbrıs Türk Futbol Federasyonu wurde 1955, bereits zur Zeit der britischen Kolonialherrschaft, gegründet. Heute gehört Fußball in der Türkischen Republik Nordzypern zu den populärsten Sportarten des Landes. Es gibt eine K~Pet Süperlig, 1. Liga und 2. Liga, sowie mehrere Unterligen. 
Da die Türkische Republik Nordzypern international nicht anerkannt wird, kann die KTFF kein Mitglied der FIFA und UEFA sein. Stattdessen ist sie Mitglied in der CONIFA, einem Dachverband unabhängiger Fußballverbände und war auch Mitglied in deren Vorläufer, dem NF-Board. Die Fußballauswahl der Türkischen Republik Nordzypern nimmt an Turnieren der CONIFA (bzw. davor des NF-Boards) teil. 
Größte Erfolge waren  2012 eine Finalteilnahme im Viva World Cup des NF-Boards sowie 2018 eine Finalteilnahme im Rahmen der CONIFA-Weltfußballmeisterschaft. 2012 verlor die Fußballnationalmannschaft im Finale gegen die Auswahl der Autonomen Region Kurdistan, 2018 verlor sie im Finale gegen die Fußballauswahl der Karpatenukraine.

## Präsidenten
| - Ahmet Sami Topcan (1955–1960) - Necdet Ünel (1960–1963) - Ahmet Sami Topcan (1963–1987) - Özer Esenyel (1987–1990) - Nevvar Nolan (1990–1992) - Özer Esenyel (1992–1995) - Ömer Adal (1995–2005) - Niyazi Okutan (2005–2008) - Ömer Adal (2008–2010) - Hasan Sertoğlu (seit 2010) |